# Luo (langue du Cameroun)
Pour les articles homonymes, voir Luo.
Ne doit pas être confondu avec une autre langue appelée luo, parlée au Kenya et en Tanzanie.
Le kasabe, appelé luo  par les locuteurs des langues voisines, est une langue bantoïde mambiloïde, aujourd'hui éteinte, qui était parlée au Cameroun dans la région de l'Adamaoua jusqu'en 1995.
Elle constitue un cas exemplaire de langue disparue dont on connaît la date exacte d'extinction. Alors qu'il effectuait un travail de terrain en pays mambila dans la région de l'Adamaoua en 1994-1995, le linguiste Bruce Connell identifie plusieurs langues moribondes, dont le kasabe, qu'aucun Occidental n'avait étudié jusque-là. Il n'en subsiste alors qu'un seul locuteur, nommé Bogon. En novembre 1996 il retourne dans la région pour récolter de nouvelles données sur le kasabe, mais y apprend la mort de Bogon, survenue le 5 novembre 1995. Le défunt laisse une sœur qui comprenait la langue, mais ne la parle pas, ainsi qu'une descendance qui ne connaît pas cette langue. On sait ainsi avec certitude que le kasabe existait encore le 4 novembre 1995, mais que cette langue s'est définitivement éteinte le 5 novembre 1995.
On pense que le kasabe était proche du njerep et du yeni, parlés dans la même région.